# Waterpolo als Jocs Mediterranis de 2018
La competició d'waterpolo dels Jocs Mediterranis de 2018 de Tarragona es va celebrar entre el 27 de juny i l'1 de juliol al Centre Aquàtic de Campclar a l'Anella Mediterrània de Tarragona. La primera aparició d'aquest esport en els Jocs del Mediterrani va ser a Alexandria 1951 a Alexandria però a Tarragona es veurà per primera vegada la competició femenina.
La competició es va centrar en dues modalitats per equips, masculina i femenina.

## Competició masculina

### Fase de grups

#### Grup A
| Equip      | PJ | PG | PE | PP | GF | GC | Dif | Punts |
| ---------- | -- | -- | -- | -- | -- | -- | --- | ----- |
| Sèrbia     | 3  | 3  | 0  | 0  | 41 | 10 | +31 | 6     |
| Montenegro | 3  | 2  | 0  | 1  | 41 | 12 | +29 | 4     |
| França     | 3  | 1  | 0  | 3  | 23 | 33 | -10 | 2     |
| Portugal   | 3  | 0  | 0  | 3  | 9  | 59 | -50 | 0     |

| 27 de juny de 2018 Partit 1 | Sèrbia | 6‐5 | Montenegro | Centre Aquàtic de Campclar |

| 27 de juny de 2018 Partit 2 | França | 13‐8 | Portugal | Centre Aquàtic de Campclar |

| 28 de juny de 2018 Partit 5 | Sèrbia | 14‐4 | França | Centre Aquàtic de Campclar |

| 28 de juny de 2018 Partit 6 | Montenegro | 25‐0 | Portugal | Centre Aquàtic de Campclar |

| 29 de juny de 2018 Partit 9 | Sèrbia | 21‐1 | Portugal | Centre Aquàtic de Campclar |

| 29 de juny de 2018 Partit 10 | Montenegro | 11‐6 | França | Centre Aquàtic de Campclar |

#### Grup B
| Equip   | PJ | PG | PE | PP | GF | GC | Dif | Punts |
| ------- | -- | -- | -- | -- | -- | -- | --- | ----- |
| Grècia  | 3  | 2  | 0  | 1  | 35 | 16 | +19 | 4     |
| Espanya | 3  | 2  | 0  | 1  | 30 | 15 | +15 | 4     |
| Itàlia  | 3  | 2  | 0  | 1  | 40 | 20 | +20 | 4     |
| Turquia | 3  | 0  | 0  | 3  | 10 | 64 | -54 | 0     |

| 27 de juny de 2018 Partit 3 | Grècia | 10‐11 | Itàlia | Centre Aquàtic de Campclar |

| 27 de juny de 2018 Partit 4 | Espanya | 20‐5 | Turquia | Centre Aquàtic de Campclar |

| 28 de juny de 2018 Partit 7 | Grècia | 4‐3 | Espanya | Centre Aquàtic de Campclar |

| 28 de juny de 2018 Partit 8 | Turquia | 3‐23 | Itàlia | Centre Aquàtic de Campclar |

| 29 de juny de 2018 Partit 11 | Grècia | 21‐2 | Turquia | Centre Aquàtic de Campclar |

| 29 de juny de 2018 Partit 12 | Itàlia | 6‐7 | Espanya | Centre Aquàtic de Campclar |

### Fase Final

#### 7è i 8è lloc
| 30 de juny de 2018 Partit 13 | Portugal | 6‐4 | Turquia | Centre Aquàtic de Campclar |

#### 5è i 6è lloc
| 30 de juny de 2018 Partit 14 | Itàlia | 15‐2 | França | Centre Aquàtic de Campclar |

#### 3r i 4t lloc
| 1 de juliol de 2018 Partit 15 | Espanya | 4‐6 | Montenegro | Centre Aquàtic de Campclar |

#### Final
| 1 de juliol de 2018 Partit 16 | Grècia | 10‐12 | Sèrbia | Centre Aquàtic de Campclar |

## Competició femenina

### Fase de grups

#### Grup A
| Equip    | PJ | PG | PE | PP | GF | GC | Dif | Punts |
| -------- | -- | -- | -- | -- | -- | -- | --- | ----- |
| Espanya  | 2  | 2  | 0  | 0  | 36 | 14 | +22 | 4     |
| Grècia   | 2  | 1  | 0  | 1  | 37 | 9  | -28 | 2     |
| Portugal | 2  | 0  | 0  | 2  | 6  | 56 | -50 | 0     |

| 27 de juny de 2018 Partit 1 | Espanya | 9‐8 | Grècia | Centre Aquàtic de Campclar |

| 28 de juny de 2018 Partit 3 | Espanya | 27‐6 | Portugal | Centre Aquàtic de Campclar |

| 29 de juny de 2018 Partit 5 | Grècia | 29‐0 | Portugal | Centre Aquàtic de Campclar |

#### Grup B
| Equip   | PJ | PG | PE | PP | GF | GC | Dif | Punts |
| ------- | -- | -- | -- | -- | -- | -- | --- | ----- |
| Itàlia  | 2  | 2  | 0  | 0  | 41 | 6  | +35 | 4     |
| França  | 2  | 1  | 0  | 1  | 16 | 17 | -1  | 2     |
| Turquia | 2  | 0  | 0  | 2  | 9  | 43 | -34 | 0     |

| 27 de juny de 2018 Partit 2 | Itàlia | 11‐3 | França | Centre Aquàtic de Campclar |

| 28 de juny de 2018 Partit 4 | Itàlia | 30‐3 | Turquia | Centre Aquàtic de Campclar |

| 29 de juny de 2018 Partit 6 | França | 13‐6 | Turquia | Centre Aquàtic de Campclar |

### Fase Final

#### 5è i 6è lloc
| 30 de juny de 2018 Partit 7 | Portugal | 16‐8 | Turquia | Centre Aquàtic de Campclar |

#### 3r i 4t lloc
| 30 de juny de 2018 Partit 8 | Grècia | 15‐5 | França | Centre Aquàtic de Campclar |

#### Final
| 30 de juny de 2018 Partit 9 | Espanya | 9‐8 | Itàlia | Centre Aquàtic de Campclar |

## Medaller per categoria
| Categoria            | Or      | Plata  | Bronze     |
| Competició masculina | Sèrbia  | Grècia | Montenegro |
| Competició femenina  | Espanya | Itàlia | Grècia     |

## Medaller per país
| Posició | País       | Or | Plata | Bronze | Total |
| 1       | Sèrbia     | 1  | -     | -      | 1     |
| 1       | Espanya    | 1  | -     | -      | 1     |
| 3       | Grècia     | -  | 1     | 1      | 2     |
| 4       | Itàlia     | -  | 1     | -      | 1     |
| 5       | Montenegro | -  | -     | 1      | 1     |
| Total   | Total      | 2  | 2     | 2      | 6     |